# Phaonia chalchica
Phaonia chalchica este o specie de muște din genul Phaonia, familia Muscidae, descrisă de Zinovjev în anul 1980.
Este endemică în Mongolia. Conform Catalogue of Life specia Phaonia chalchica nu are subspecii cunoscute.